# Zrnowska Reka
Zrnowska Reka (maced. Зрновска Река) – rzeka we wschodniej Macedonii Północnej Wardarskiej, lewy dopływ Bregałnicy w zlewisku Morza Egejskiego. Długość – 24 km, powierzchnia zlewni – 38 km².
Zrnowska Reka wypływa pod szczytem Lisec w górach Płaczkowica, płynie na północ i uchodzi do Bregalnicy koło wsi Zrnowci w kotlinie Koczansko Pole.